# Chautard (affluent du Lot)
Pour les articles homonymes, voir Chautard.
Le Chautard est une  rivière du sud-ouest de la France, sous-affluent de la Garonne par le Lot.

## Géographie
De 13,5 km de longueur, le Chautard prend sa source dans le département de Lot-et-Garonne commune de Prayssas et se jette dans le Lot sur la commune de Clairac en rive gauche.

## Départements et communes traversées
- Lot-et-Garonne : Prayssas, Saint-Salvy, Bourran, Aiguillon, Clairac.

## Principaux affluents
- Ruisseau du Lacombe : 1,1 km
- Le Tort  : 9,9 km
- La Baradasse : 1,1 km